# De Designers
De Designers is een Vlaams televisieprogramma van VTM, gepresenteerd door Evi Hanssen. Elke dinsdagavond wordt er een nieuwe aflevering uitgezonden. De eerste reeks begon in december 2008 en werd gewonnen door An Buermans. Het format komt uit Amerika, waar het programma Project Runway heet en gepresenteerd wordt door Heidi Klum.
Het programma gaat over twaalf mensen die strijden om de nieuwe topontwerper van België te worden. Elke week moeten de deelnemers een creatie maken; degene met de slechtste creatie moet de show verlaten, degene met de beste creatie heeft immuniteit en kan de volgende aflevering dus niet afvallen. De laatste 3 kandidaten moeten thuis aan een eigen collectie werken, die ze dan later voorstellen op een groot evenement. De collectie van de uiteindelijke winnaar zal in elke JBC-winkel te koop worden aangeboden, en hij of zij mag er ook aan de slag gaan als fashion designer. Daarbovenop zal de winnende collectie gepubliceerd worden in de modespecial van het tv-magazine Weekend Knack. Die collectie zal gedragen worden door het Model van de winnende designer. Voor de modellen zelf is het dus ook een wedstrijd.
De jury bestaat uit ontwerper Christophe Coppens, modejournaliste Veerle Windels, Chief Buying Officer van JBC Ann Claes en wekelijks een gast-jurylid. De bekende Belgische modeontwerper Erik Verdonck coacht de kandidaten.

## Deelnemers

### Seizoen 1
| Deelnemer          | Status                       |
| ------------------ | ---------------------------- |
| An Buermans        | Winnares                     |
| Marjan De Cock     | In de finale                 |
| Lindsey Pauwels    | In de finale                 |
| Abelone Wilhelmsen | Geëlimineerd in aflevering 9 |
| Mustafa Gulbas     | Geëlimineerd in aflevering 8 |
| Natalie Lox        | Geëlimineerd in aflevering 7 |
| Sarah Dereu        | Geëlimineerd in aflevering 6 |
| Geert Brauns       | Geëlimineerd in aflevering 5 |
| Whitney Ngandu     | Geëlimineerd in aflevering 4 |
| Erika Bus          | Geëlimineerd in aflevering 3 |
| Benny Van de Velde | Geëlimineerd in aflevering 2 |
| Rinaldo Moranduzzo | Geëlimineerd in aflevering 1 |

### Seizoen 2
| Deelnemer              | Status                       |
| ---------------------- | ---------------------------- |
| Elles De Koe           | In de finale                 |
| Gianni Lapage          | In de finale + winnaar       |
| Marco-Stefano Pintus   | In de finale                 |
| Amanda Duran           | Geëlimineerd in aflevering 9 |
| Dirk Vervoort          | Geëlimineerd in aflevering 8 |
| Basten Basstanie       | Geëlimineerd in aflevering 7 |
| Glen Franssen          | Geëlimineerd in aflevering 6 |
| Tylaine Van den Broeck | Geëlimineerd in aflevering 5 |
| Freya Wygaerden        | Geëlimineerd in aflevering 4 |
| Lindsey Nechelput      | Geëlimineerd in aflevering 3 |
| Jasmin Blommaert       | Geëlimineerd in aflevering 2 |
| Katrien Hertogs        | Geëlimineerd in aflevering 1 |